# Fiat Freemont
Fiat Freemont es un automóvil de turismo SUV de la marca italiana Fiat que se empezó a  fabricar a partir del 29 de mayo de 2011. Vino a sustituir de manera parcial a los modelos Fiat Ulysse y Fiat Croma dentro de la gama del fabricante y al modelo Dodge Journey dentro del mercado europeo.

## Características

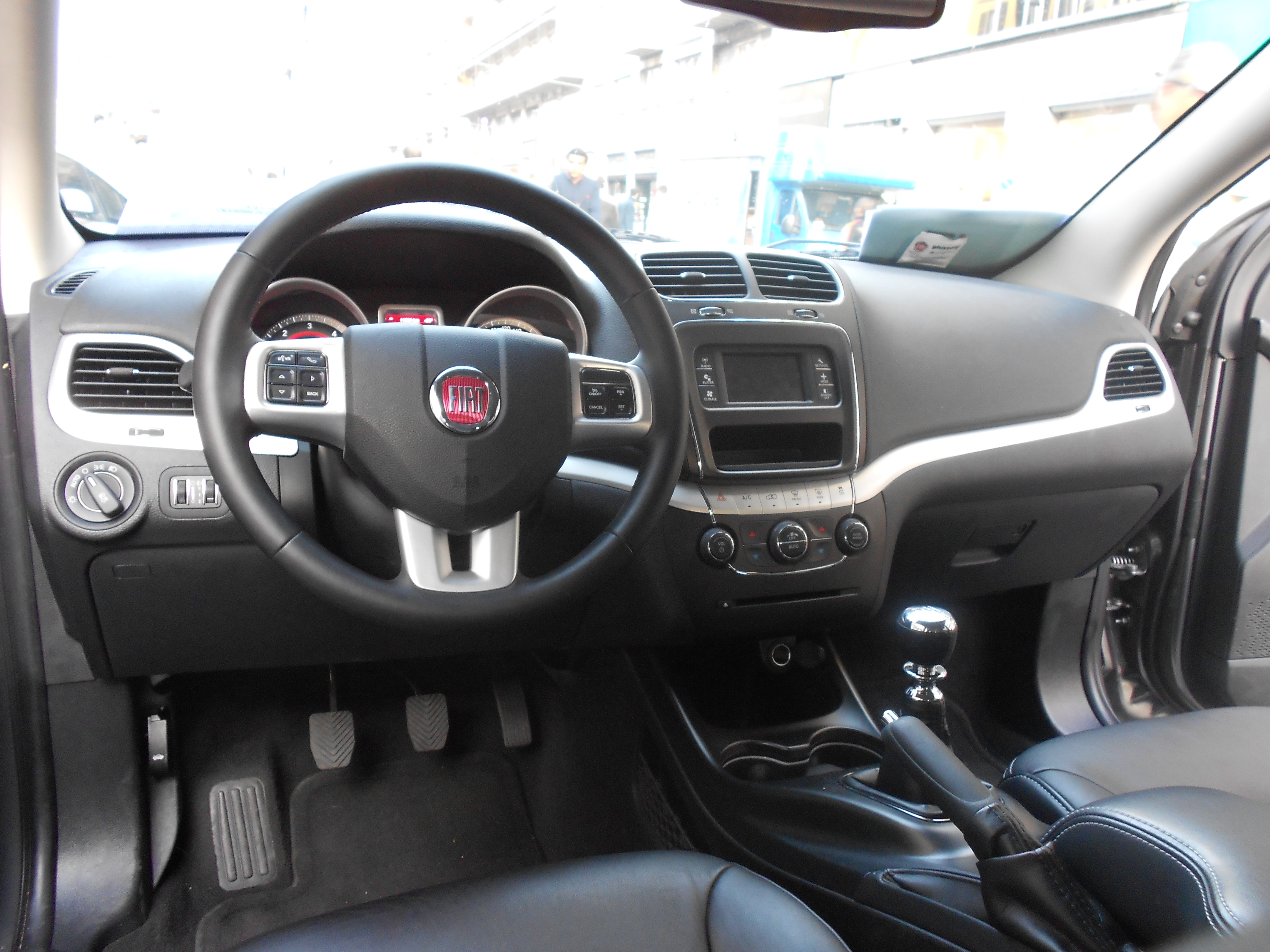
Interior del Freemont

La Fiat Freemont presenta un diseño exterior basado en la Dodge Journey con ligeros cambios en el parachoque frontal, ausencias de cromados externos y nuevas formas en las llantas. El interior fue completamente rediseñado para adaptarlo al gusto del mercado europeo, con formas menos angulares, empleo de plásticos oscuros, una franja de aluminio que recorre todo el salpicadero y una mayor calidad de acabado general, características que fueron heredadadas por la versión 2011 de la Dodge Journey para el mercado americano.

## Seguridad

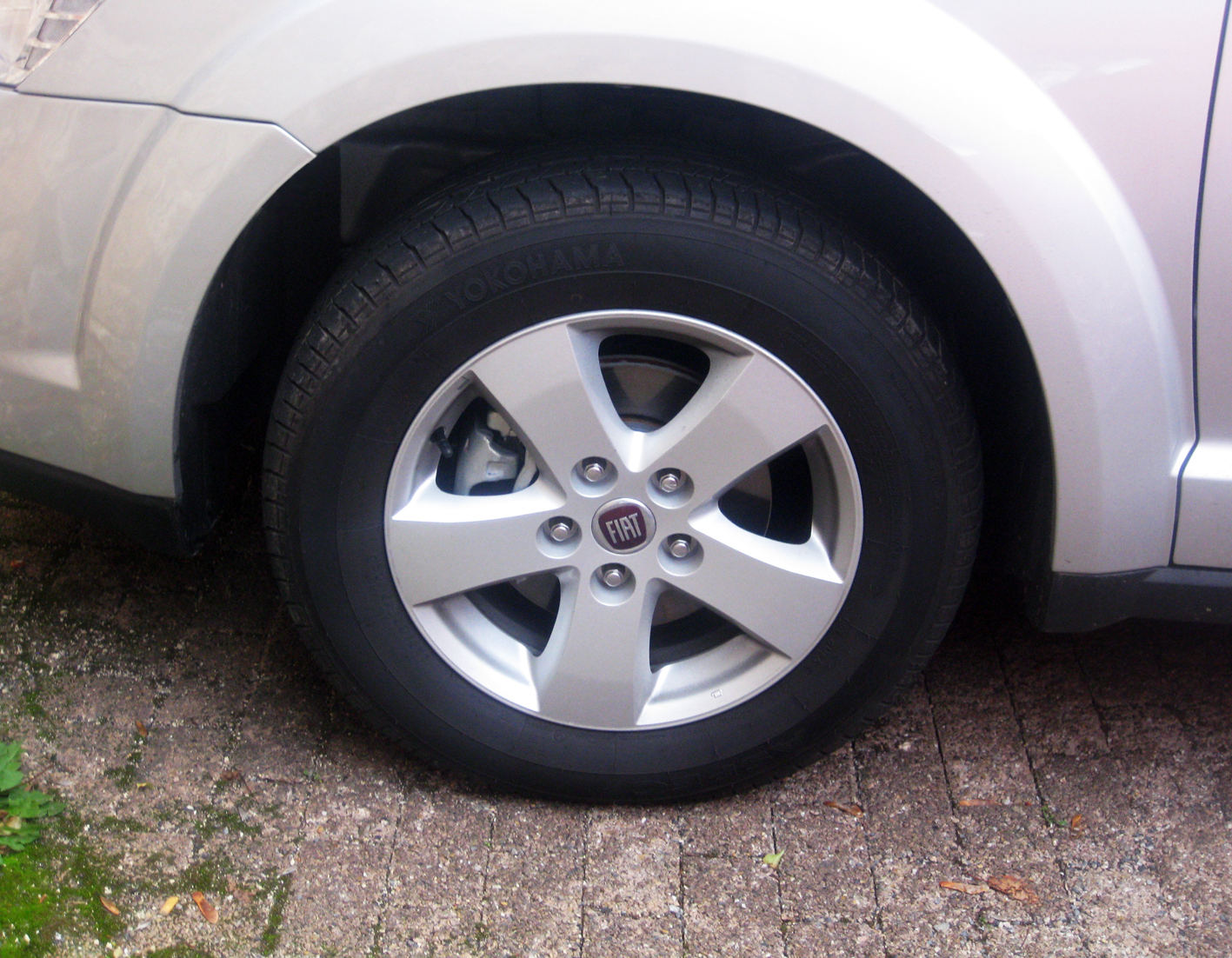
El freemont cuenta con corrector electrónico de frenada EBD

La seguridad activa del Fiat Freemont se basa en un sistema de frenos de disco ventilados en las cuatro ruedas, con sistema antibloqueo ABS y corrector electrónico de frenada EBD. El sistema de frenos cuenta además con un asistente electrónico hidráulico denominado Brake Assistance, que incrementa la presión en el circuito en frenadas de emergencia y un sistema denominado Hill Holder, capaz de prolongar unos instantes la actuación del freno para facilitar el arranque en pendiente.
Dispone de controles electrónicos de estabilidad ESP y de control de tracción TCS, también de control electrónico antivuelco ERM y un sistema inteligente de control que equilibra la frenada, TSC, En caso de levar un remolque. Completando el paquete de seguridad activa, está el sistema de control de presión de los neumáticos, TPMS, con indicador acústico y visual de problemas de esta naturaleza.
Los elementos de seguridad pasiva del Fiat Freemont constan de siete airbags, siendo los delanteros de doble etapa. Los laterales están diseñados para proteger pasajeros de cualquier estatura y los de cortina, para proteger la cabeza en colisiones laterales, se abren de arriba abajo para minimizar daños en los ocupantes.

## Equipamiento

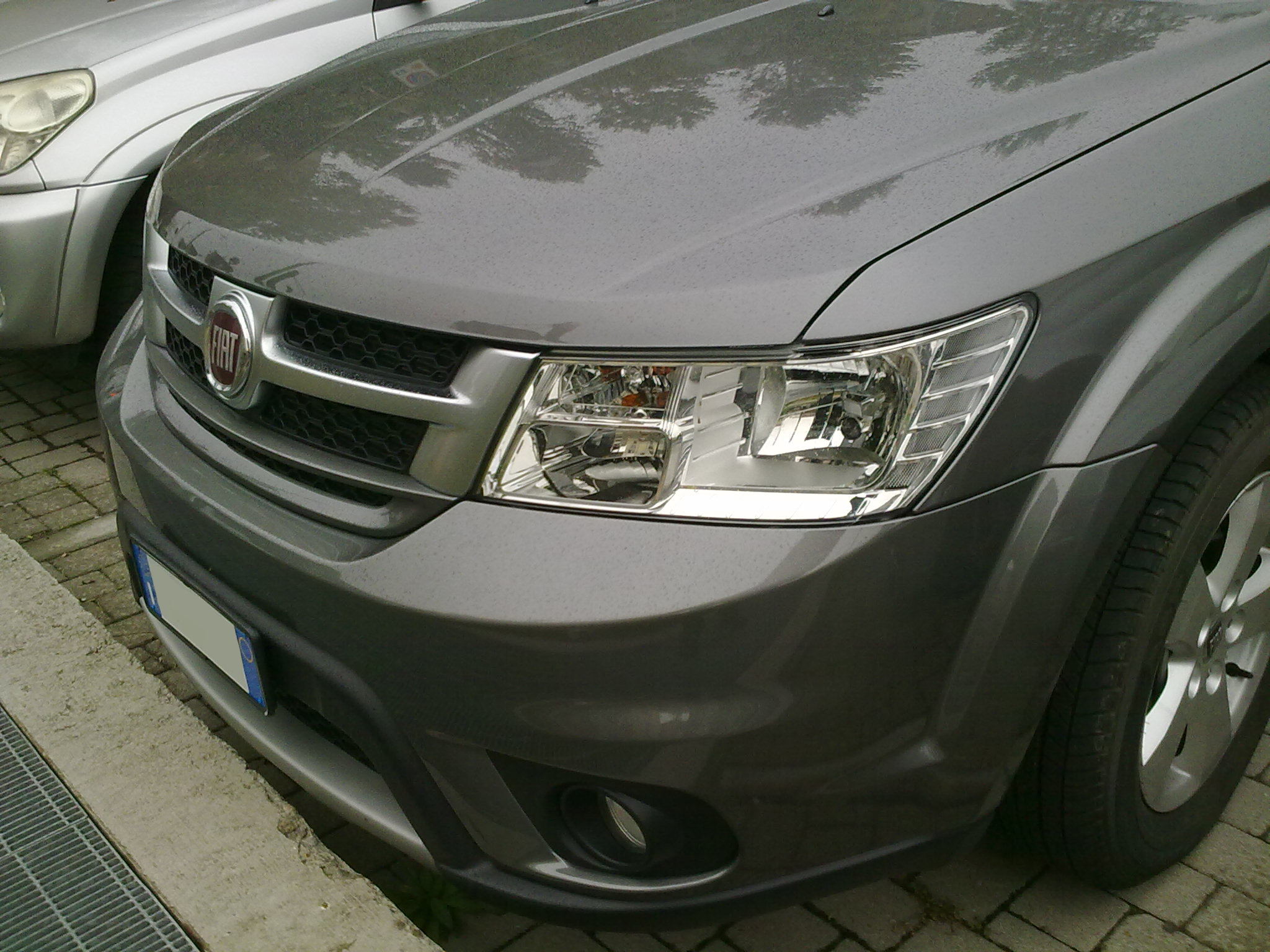
grupo óptico con faros antiniebla

Consta de reposacabezas activos, protección de rodillas para conductor y pasajero delantero, cojines elevadores para niños y el sistema Isofix para colocar dos sillas en los asientos exteriores o una en posición central.
El equipamiento base del Fiat Freemont consta de sistema climatizador tri-zona, radio con pantalla táctil de 4,3”, control de volumen en el volante, ordenador de a bordo, llantas de aleación de 17”, faros antiniebla y control de velocidad de crucero.
El equipamiento Urban comprende el anterior e incorpora además, Bluetooth, sensor crepuscular, volante y pomo de cuero, sensor de aparcamiento trasero, barras en el techo, cristales oscuros, asiento eléctrico con ajuste lumbar y retrovisores exteriores eléctricos.

## Mecánica

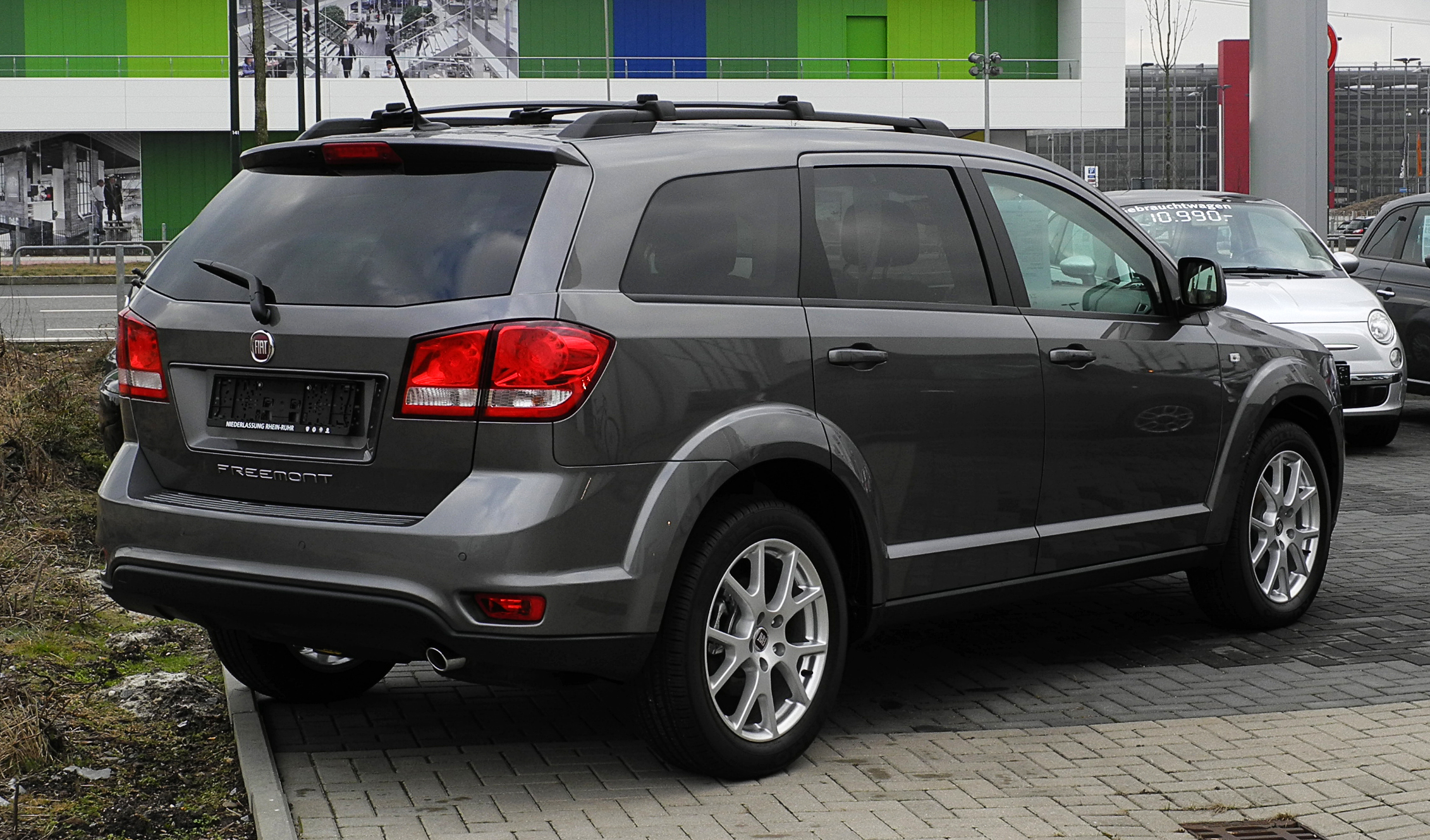
Fiat freemont vista trasera

En una primera etapa, el Fiat Freemont se lanza con tracción delantera y motores Fiat Powertrain Multijet II 2.0 16v, con dos versiones, una de 140 CV y otra de 170 CV, ambas con cambio manual de 6 marchas. Más tarde se incorporó la tracción integral y el cambio automático en combinación con el motor de 170 CV.
Las prestaciones de las dos plantas motrices van desde los 12,3 s necesarios para pasar de 0 a 100 km/h, con una velocidad máxima de 180 km/h, del motor de 140 CV, a los 11 s y 195 km/h del motor de 170 CV.. El fabricante declara un consumo de 6,4 litros y las emisiones de CO2 169 g/km en los dos motores.
En Brasil, el Freemont se vende con un motor de 2.4 litros de gasolina de 172 CV
| Modelo                      | Disponibilidad | Motor                        | Cilindrada | Potencia        | Par     | Emisiones CO2 (g/km) | Velocidad max (km/h) | 0-100 km/h (segundos) | Consumo medio (l/100Km) |
| 2.0 Multijet 140 CV         | Debut          | 4 cilindros en línea, Diesel | 1.956 cm³  | 104 kW (140 CV) | 350 N·m | 169                  | 180                  | 12.3                  | 6.4                     |
| 2.0 Multijet 170 CV         | debut          | 4 cilindros en línea, Diesel | 1.956 cm³  | 125 kW (170 CV) | 350 N·m | 169                  | 195                  | 11,0                  | 6.4                     |
| 2.0 Multijet 170 CV AWD     | 11/2011        | 4 cilindros en línea, Diesel | 1.956 cm³  | 125 kW (170 CV) | 350 N·m | ?                    | ?                    | ?                     | ?                       |
| 3.6 V6 Pentastar 280 CV AWD | 11/2011        | 6 cilindros en V, Gasolina   | 3.604 cm³  | 206 kW (280 CV) | ? N·m   | ?                    | ?                    | ?                     | ?                       |

### Versiones
Fremont Cross (2014): solo se ofrece con la mecánica de 170cv